# Dunkla Quality Recordings

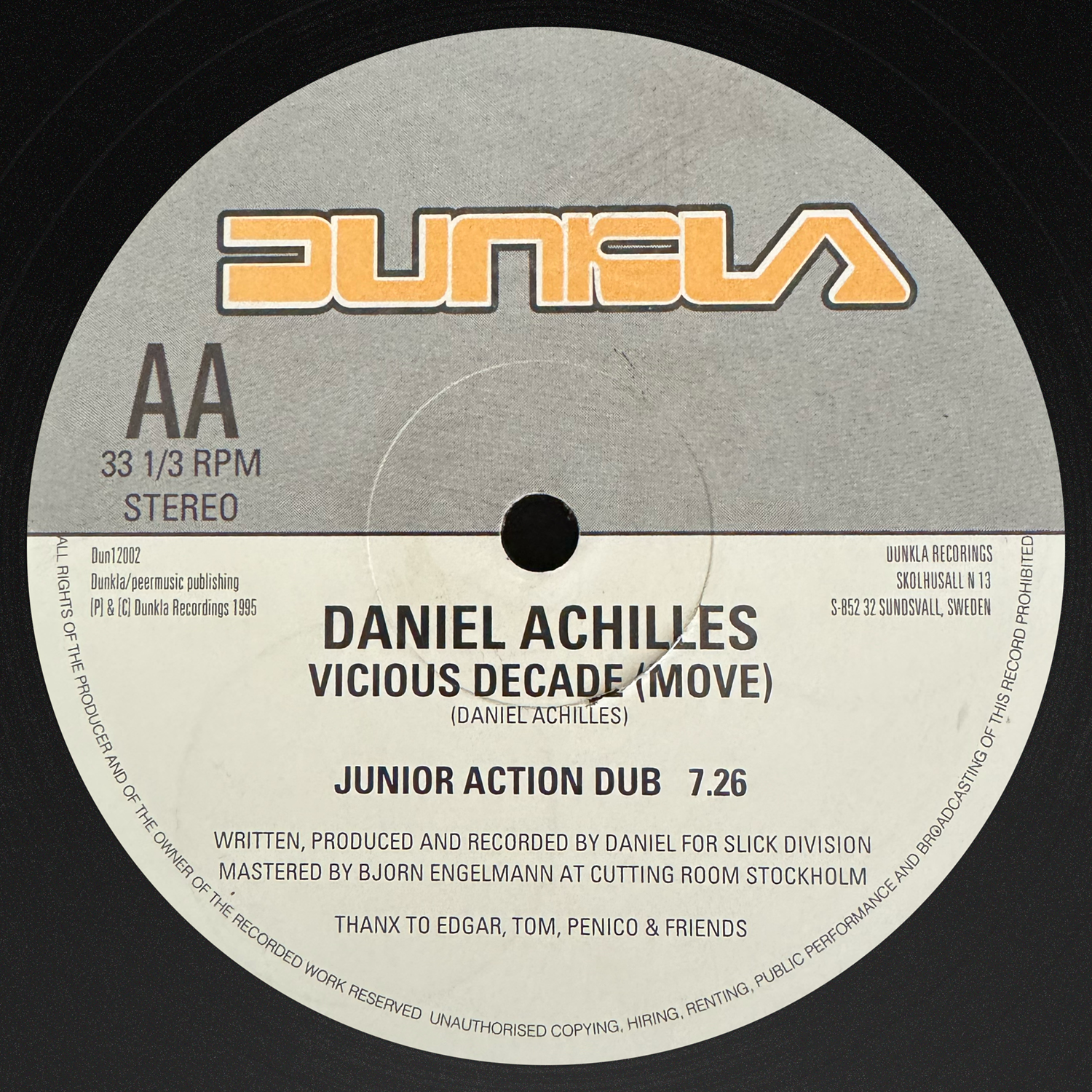
Tolvtums vinylskiva från skivbolaget Dunkla Quality Recordings.

Dunkla Quality Recordings, ibland kallat Dunkla Records, var ett svenskt skivbolag med fokus på house, och senare techno, grundat i Sundsvall 1995. Skivbolaget var ett underbolag till det mer kommersiellt inriktade Sidelake Productions och Dunklas producenter remixade också många av moderbolagets hits. Några av artisterna som släppt musik på bolaget är Pierre J, Minimalisterna, Eric Ericksson, Daniel Achilles och Edgar.
Skivbolaget belönades som ”Årets underground” på Swedish Dance Music Awards 1996 för de skivor som släptes under föregående år.